# Ngôi nhà của Người Chăn Nhân lành
Ngôi nhà của Người Chăn Nhân lành (tiếng Slovak: Dom U dobrého pastiera) là một tòa nhà hẹp ngang, được xây dựng theo phong cách Rococo ở Bratislava, Slovakia. Tòa nhà nằm ngay trên con Phố cổ Bratislava (Bratislava Old Town), đoạn dưới lâu đài Bratislava. Ngôi nhà được xây dựng từ năm 1760 đến năm 1765 bởi người thợ nề nổi tiếng Matej (Matthäus) Hollrigl. Căn nhà được xây dựng cho một thương buôn ở địa phương, với gian dưới dùng để kinh doanh buôn bán còn gian trên dùng để ở. Căn nhà là một trong số ít những công trình ở mạn dưới của lâu đài Bratislava vẫn còn giữ được hình dáng nguyên bản. Trong khi đó, nhiều tòa nhà cùng khu vực thì đều không còn nguyên vẹn như xưa, do phần lớn khu phố Do Thái đã bị phá hủy vào thế kỷ 20.
Ngày nay, căn nhà đã trở thành một bảo tàng đồng hồ. Nơi đây trưng bày những chiếc đồng hồ cổ được làm từ thế kỷ 17 cho đến thế kỷ 20, đặc biệt có những chiếc còn do chính những người thợ làm đồng hồ ở Bratislava làm ra từ thế kỷ 18. Tầng trệt và tầng hầm của căn nhà giờ đây đã thành một quán rượu nhỏ. Căn nhà có tên là Nhà của Người Chăn Nhân lành (House of the Good Shepherd) là do ở một góc của tòa nhà có tượng của Chúa Giêsu, Người được gọi là người chăn nhân lành theo một dụ ngôn trong sách Phúc âm Gioan. Căn nhà được đánh giá là một trong những công trình mang phong cách Rococo đẹp nhất tại Trung Âu.

## Lịch sử
Căn nhà được xây dựng từ năm 1760 đến năm 1765 trên nền đất hình tứ giác với mặt tiền hẹp chỉ rộng bằng một căn phòng, bên cạnh có cái cầu thang dành riêng cho thương buôn người Bratislava. Sau lần trùng tu vào năm 1975, Bảo tàng thành phố Bratislava đã cho trưng bày một bộ sưu tập với hơn 60 chiếc đồng cổ tại đây. Từ đó đến nay, căn nhà vẫn được dùng làm nơi trưng bày đồng hồ cổ.